# Saint-Castin
 Saint-Castin  là một xã của tỉnh Pyrénées-Atlantiques, thuộc vùng Nouvelle-Aquitaine, tây nam nước Pháp.